# اوه (لارستان)
اوه (بالفارسية: اوه) (بالفارسية: اوه)، قرية في قسم حومه الريفي، الناحية المركزية، مقاطعة لارستان، محافظة فارس، إيران. يبلغ عدد سكانها حسب إحصاء عام 2006 ميلادية 215 نسمة في 39 عائلة.